# 埃萨尔
埃萨尔（法語：Essars，法語發音：[esaʁ]）是法国北部-加来海峡大区加来海峡省的一个市镇，属于贝蒂讷区。

## 地理
埃萨尔（50°32'49"N, 2°39'52"E）面积3.72 平方千米，位于法国上法蘭西大區加来海峡省，该省份为法国北部沿海省份，西北濒北海，南至索姆省，东临北部省。
与埃萨尔接壤的市镇（或旧市镇、城区）包括：洛孔、贝蒂讷、阿讷赞、伯夫里。
埃萨尔的时区为UTC+01:00、UTC+02:00（夏令时）。

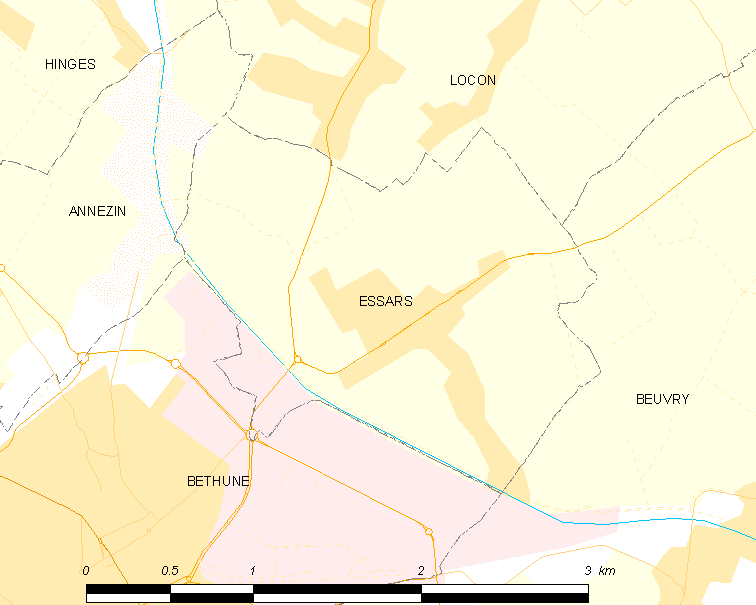
埃萨尔的OSM定位图

## 行政
埃萨尔的邮政编码为62400，INSEE市镇编码为62310。

## 政治
埃萨尔所属的省级选区为伯夫里县。

## 人口

1962-2008年间埃萨尔人口变化图示

埃萨尔于2022年1月1日时的人口数量为1765人。